# Paesmühle

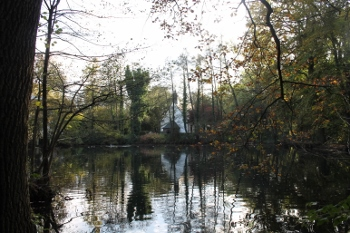
Der Weiher war ursprünglich ein Stauteich für die Paesmühle.

Die Paesmühle war eine am Moelenbeek gelegene Wassermühle in Straelen mit oberschlächtigem Wasserrad. Zu Hochzeiten konnten hier zwei Mahlmühlen und eine Ölmühle betrieben werden. Heute wird der Begriff Paesmühle als Ortsbezeichnung für den Hof und dessen Umgebung verwendet, auf dem bis 1922 die eigentliche Mühle stand.
Die Paesmühle befand sich in Straelen-Dam. Das antreibende Wasser entstammte den nur wenige hundert Meter entfernten Quellbornen aus dem Tal der Sieben Quellen und wurde im – noch heute als Weiher existierenden – Mühlenteich mithilfe eines Damms angestaut. Dies ermöglichte den am Niederrhein ansonsten seltenen oberschlächtigen Wasserradantrieb. Der „Moelenbeek“ (hochdeutsch: Mühlbach) fließt nach ca. einem Kilometer in den Leitgraben.

## GeschichtederPaesmühle
Die erste indirekte Erwähnung findet die Mühle, die erst sehr viel später „Paesmühle“ bezeichnet wird und damals von einem Hen in ger Molen (vermutlich nur gepachtet) war, in einer Steuerliste aus dem Jahre 1369. Beim ersten nachgewiesenen Eigentümer der Mühle (und des Hofes) handelt es sich um die aus Nieukerk stammende Familie van Asselt, wie aus einer Urkunde aus dem Jahre 1437 hervorgeht, in der geregelt wird, wie viel die Pächter, nun Familie Mueskens, jährlich an die Eigentümer zu zahlen haben. Trotz wechselnder Pächter und Eigentümer ist in einem Register aus dem Jahre 1657 noch von dem „muiskens hoff mit der moolen“ die Rede.
Erst im Jahre 1739 wird ein neuer Besitzer genannt: die Witwe des Goosen Paess. Es ist vermutlich deren Sohn, der 1742 in einem Schreiben des Amtmanns von Straelen an den preußischen König erwähnt wird. Im selben Schreiben ist auch das erste Mal die Bezeichnung „Paesmühle“ belegt.
Wahrscheinlich ist es auch die Familie Paes, die 1710 den „eigentlichen Paesmühlenhof“ errichtet. Dagegen spricht aber, dass 1574 eine Alijt upter Paeβmuellen in Straelen heiratete und Thijs upter Paesmuellen bei dieser Heirat Trauzeuge war. In 1573 war Matthias opter Paesmoelen schon Trauzeuge bei einer anderen Heirat in Straelen.
Zwischen 1883 und 1887 erwirbt der Arzt Dr. Max Bönninger aus Hagen den Mühlenhof und investiert: Mit verbesserter Technik, einer zusätzlichen Ölmühle und einer Bäckerei will man sich „gegenüber den industriellen Großmühlen konkurrenzfähig (…) halten“.
Im Jahre 1891 übernimmt der letzte Müller, Friedrich Wilhelm Janssen, die Paesmühle (ohne den Hof). Mit dem Tod Janssens im Jahre 1917 wird der Mühlbetrieb eingestellt. Das Gebäude verfällt zusehends und wird schließlich im Jahre 1922 abgerissen.

## GeschichtevonPaesmühle
Auf dem Grundstück des „Paesmühlenhofes“ wurde stattdessen 1923 von Paul Thum ein Herrenhaus errichtet, welches heute unter Denkmalschutz steht.

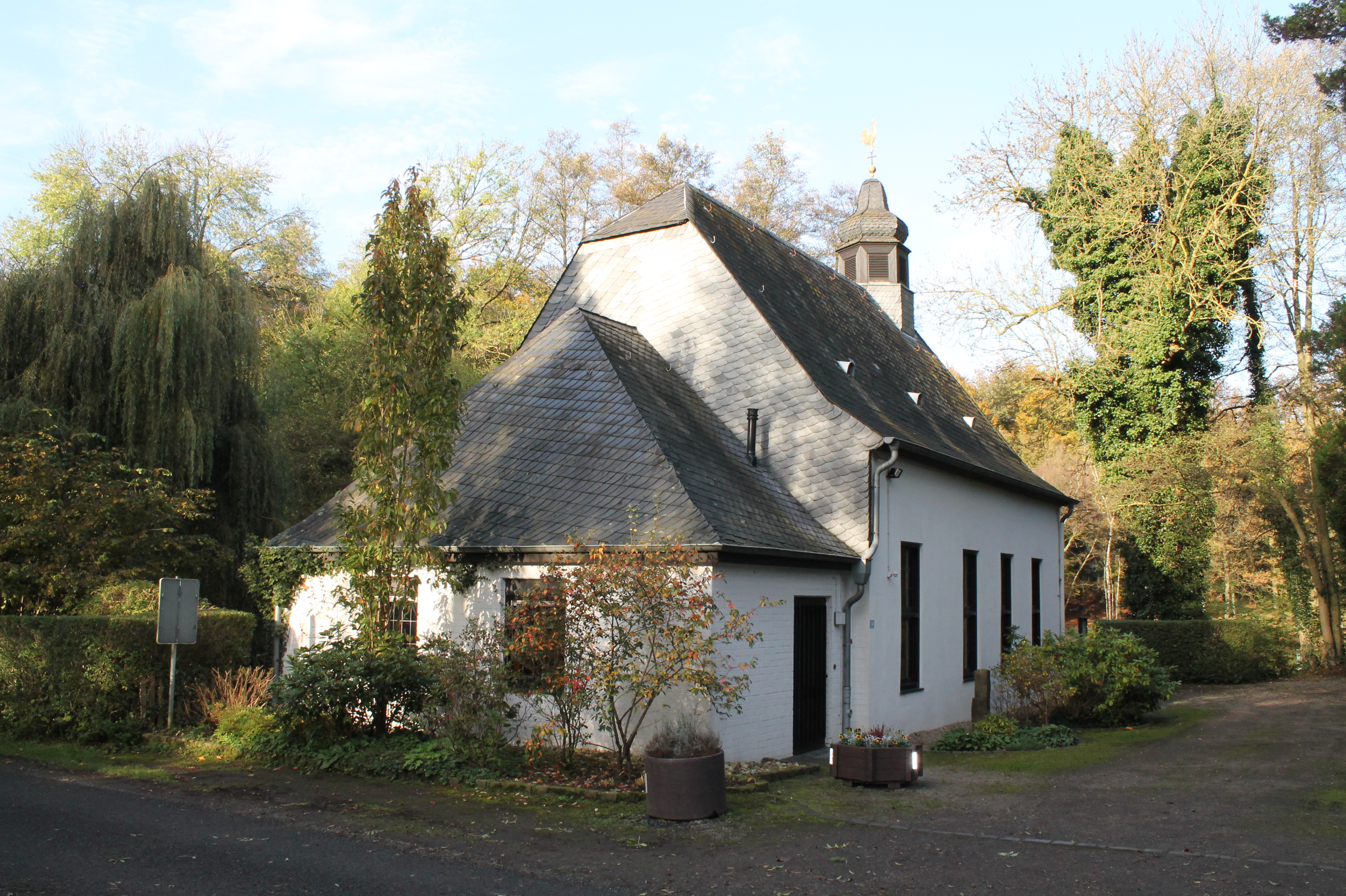
Kapelle in Paesmühle

Auf Initiative des in der katholischen Jugendbewegung und in der Duisburger Pfarre St. Josef tätigen Geistlichen Franz Aengenvoort wird das Gelände wenig später zu einer „Erholungsstätte für die Industriejugend“. 1928 wird ein „kostengünstiges Musterstahlhaus“ zur Unterbringung der Jugendlichen eingeweiht. Das „Herrenhaus Paesmühle“ steht nun dem Rektor des Jugendheims, Max Hild, zur Verfügung. Die Scheune des „Paesmühlenhofes“ wird zu einer Kapelle umgebaut und wird 1930 Johannes dem Täufer geweiht.
Unter der Herrschaft der Nationalsozialisten wird das katholische Jugendheim Paesmühle 1938 enteignet und ab 1941 zur „Erziehung zur nationalsozialistischen Gesinnung“ genutzt. 1944 wird das Heim aufgegeben und stattdessen mit deutschen Soldaten, 1945 mit denen der Britischen Armee belegt. Erst 1951 kann Paesmühle an die Duisburger Pfarre St. Josef rückerstattet werden.
1965 geht mit dem Bau des Bundeswehrdepots ein Teil des umgebenden Geländes verloren.
Die Stadt Straelen kauft 1984 Paesmühle, um hier ein Naherholungsgebiet zu erhalten.
In der 1977 umgebauten und 1981 renovierten Kapelle in Paesmühle finden heute zu bestimmten Terminen Trauungen statt. Das Herrenhaus wird zurzeit von der Firma GasLINE genutzt.